# Kritsa
Kritsa (em grego: Κριτσά) é uma das aldeias mais antigas e pitorescas de Creta, construída em uma colina cercada por oliveiras, a uma altitude de 375 m. Faz parte do município de Ágios Nikolaos e está localizada a 10 km de Ágios Nikolaos e tem cerca de 2000 habitantes. É um dos maiores pólos de tecelagem da ilha. Os habitantes de Kritsa a partir do planalto de Cátaro possuem uma visão panorâmica da baía de Mirabelo, Ágios Nikolaos e Kalo Chorio. Próximo ao aldeia há o desfiladeiro Kritsa.

Kritsa tem um extenso registro histórico com evidências de ocupação desde o milênio II a.C. Perto da vila, estão as ruínas da antiga cidade grega de Lato, uma das mais poderosas cidades dóricas em Creta, assim como o assentamento minoico de Kastellos que remonta o século XIII ou XII a.C. Supõe-se que Leto foi fundada após Kastellos ser abandonado. Antes da entrada do vilarejo está a antiga igreja bizantina de Kera Panagia, uma igreja repleta de afrescos bizantinos (séculos XIII e XIV). Durante a Idade Média, Kritsa foi possivelmente a maior aldeia da ilha. Foi destruída inúmeras vezes durante os últimos séculos em decorrência de sua participação nas revoluções ocorridas em Creta.

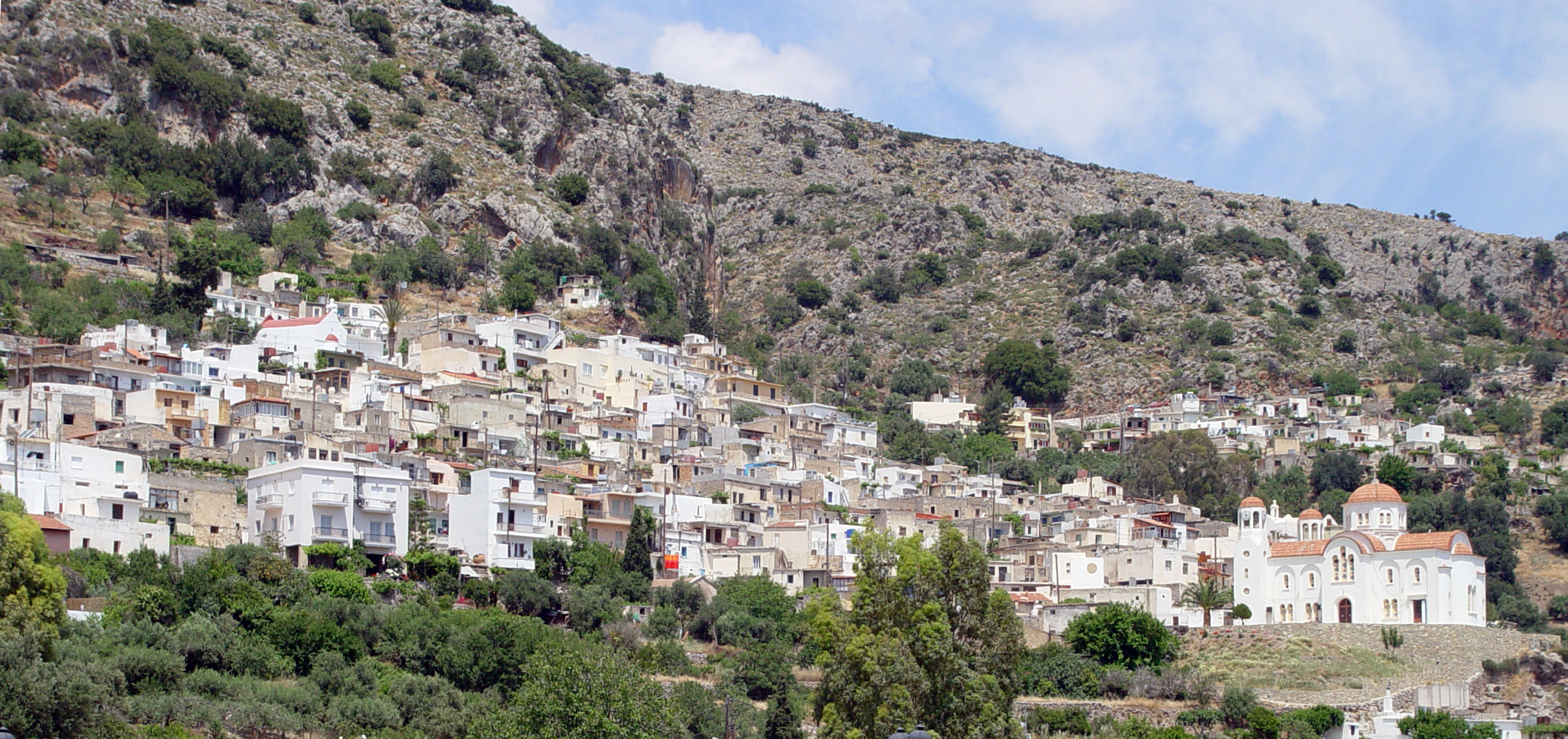
Kritsa